# Samba Camara
Samba Camara (Le Havre, 14 novembre 1992) è un calciatore maliano con cittadinanza francese, difensore svincolato.

## Carriera

### Nazionale
Nel 2021 ha esordito in nazionale.

## Palmarès

### Club

#### Competizioni nazionali
- Coppa di Turchia: 1

Sivasspor: 2021-2022